# Daniil Čornyj
Daniil Čornyj (rusky Даниил Чёрный), překládá se též Danil Černý, (kolem roku 1360–1428) byl ruský mnich, malíř středověkých ikon a současníkem Andreje Rubleva a Theophana Řeka.

## Tvorba
Společně se svým společníkem a přítelem Andrejem Rublevem, nejvýznamnějším malířem ruského středověku, a dalšími učenci, pracoval na freskách Chrámu Zesnutí přesvaté Bohorodice ve Vladimiru (1408–1409) a katedrále Nejsvětější Trojice v Trojicko-sergijevské lávře v Sergijevě Posadu (20. léta 15. st.). Některé ikony těchto katedrál se přisuzují právě Daniilu Čornému.
Ikony katedrály Nanebevzetí Panny Marie jsou v současné době vystaveny v Treťjakovské galerii v Moskvě, a ve Státním ruském muzeu v Petrohradu.

## Ostatní
Roku 1966 natočil Andrej Tarkovskij film Andrej Rublev, inspirovaný životem jeho a jeho společníků.